# Java DataBase Connectivity
JDBC (ang. Java DataBase Connectivity – „łącze do baz danych w języku Java”) – interfejs programowania opracowany w 1996 r. przez Sun Microsystems, umożliwiający niezależnym od platformy aplikacjom napisanym w języku Java porozumiewanie się z bazami danych za pomocą języka SQL. Interfejs ten jest odpowiednikiem standardu ODBC opracowanego przez SQL Access Group.
Środowisko Java Platform, Standard Edition zawiera API JDBC, natomiast użytkownik musi uzyskać specjalny sterownik JDBC do swojej bazy danych. Możliwe jest łączenie się z ODBC przez specjalne sterowniki, tłumaczące odwołania JDBC na komendy ODBC.